# 7-я бригада морской пехоты Черноморского флота
Не следует путать с 7-й бригадой морской пехоты Балтийского флота
7-я бригада морской пехоты — воинское соединение СССР в Великой Отечественной войне созданное на Черноморском флоте для защиты Севастопольской военной базы. Активно участвовала в обороне Севастополя в 1941—1942 годах. На всех занимаемых участках показала упорство в обороне. Бессменный командир бригады — полковник Жидилов Е. И. В ходе боёв последнего штурма города в июне 1942 года была практически уничтожена. Выжившие бойцы попали в плен.

## История

### Формирование
7-я бригада морской пехоты была первым соединением морской пехоты сформированным на ЧФ. Её формирование началось 12, по другим данным 15 августа 1941 года в Севастополе, в казармах Севастопольского училища зенитной артиллерии (СУЗА) на Корабельной стороне(бывшие казармы Брестского пехотного полка РИА). Бригада была сформирована в пятибатальонном составе.
Командиром бригады 17 августа 1941 года был назначен полковник Жидилов Е. И., комиссар 7-й бригады Ехлаков Н. Е., юнга бригады В. Волков (13 лет). К 24 августа 1941 года было сформировано три батальона бригады. Они были выведены в полевые лагеря в окрестностях города для боевой подготовки и обучения тактике пехоты. На освободившемся месте в Брестских казармах начиналось формирование 4-го и 5-го батальонов, минометного дивизиона и других подразделений бригады. К 24 сентября 1941 года 7-я бригада была сформирована. Она насчитывала на тот момент 4860 человек личного состава, из них 3484 человека были призваны из запаса. Численность стрелковых батальонов бригады составляла по 900—920 человек. Батальоны имели три стрелковые роты, пулеметную роту и четырёхорудийную батарею 76-мм пушек. Наименование «7-я бригада морской пехоты» было присвоено ей 10 сентября 1941 года. Печатным органом бригады была газета «В бой за Родину», редактор писатель, лейтенант А. А. Луначарский.

### Крымская оборонительная операция 18 октября — 16 ноября 1941
Командованием войск Крыма было принято решение об отправке 1-й и 4-й батальонов для обороны подступов Крымского полуострова под наименованием 1-го и 2-го Перекопского отрядов. 1-й Перекопский отряд (командир капитан Г. Ф. Сонин) 920 человек 4 орудия, образца 1900 года. 2-й Перекопский отряд (командир капитан Е. А. Кирсанов) 947 человек. Бригада приняла участие в октябрьских боях на Ишуньских позициях южнее Перекопа. Взамен в 7-й бригаде морской пехоты были сформированы новые 1-й и 4-й батальоны.
Далее отходила к Севастополю, основная часть по Южнобережному шоссе. 5-6 ноября в Севастополь мелкими группами пробивались бойцы 1-го и 2-го батальонов этой бригады, которых переправляли на сборный пункт в казармы Севастопольского училища зенитной артиллерии и после короткого отдыха направляли на пополнение различных частей морской пехоты, оборонявших город.

#### Гибель 5-й батальона
В бой батальон вступил 2 ноября 1941 года на марше, отступая к Севастополю, на подступах к селу Приятное Свидание, недалеко от Симферополя. 121-й полк 50-й дивизии вермахта атаковал с ходу, батальону пришлось занимать оборону и окапываться на невыгодных позициях. Численность батальона после потерь составляла примерно триста человека, силы немцев в несколько раз больше. Батальон сохранил на тот момент девять пулеметов, одно 76-мм орудие, оно было утеряно начале боя. Противник к середине боя подтянул минометы от которых моряки понесли большие потери.
Комбат капитан Михаил Дьячков и начштаба были убиты в первые минуты боя, командование принял политрук Турулин. Моряки заняли позиции на небольшом склоне холма над железнодорожным разъездом и держали оборону почти сутки. За это время отбили 18 атак гитлеровцев, три раза дошло до рукопашной дело. К ночи в строю осталось 50 человек, комиссар дал приказ прорываться, к Севастополю вышли только 37 человек. Так как батальон утерял знамя и все документы, командование решило, что он не будет доформирован. Выживших влили в состав третьего батальона 7-й бригады.

#### Отражение первого штурма
7 ноября кораблями ЧФ из Ялты в Севастополь были переброшены остатки 7-й БрМП: штаб, 3-й и 4-й батальоны, минометный дивизион, рота связи.
В ходе отступления бригада потеряла две роты 1-го батальона, 2-й и 5-й батальоны. По факту от бригады остались две роты 1-го, 3-й и 4-й батальоны. От бригады к тому моменту осталось только полторы тысячи моряков, а было семь тысяч.
В третий сектор обороны города (комендант командир 25-й стрелковой Чапаевской дивизии генерал-майор Т. К. Коломиец, военком бригадный комиссар А. С. Степанов) вошли следующие части: 31-й стрелковый полк (с 10 февраля перешел во второй сектор), 287-й стрелковый полк, 3-й Черноморский полк морской пехоты и 7-я бригада морской пехоты.
Вечером этого же дня 7-я БрМП была переброшена к линии фронта в район хутора Мекензи. С 7 ноября 1941 года бойцы 7-й бригады отстаивали дальние подступы к Севастополю. Утром 8 ноября противник начал контрнаступление на захваченные днем ранее 8-й БрМП позиции и после нескольких часов ожесточенного боя оттеснил её на прежние рубежи обороны. В этот же день 8 ноября в районе хутора Мекензия силами 7-й БрМП, 3-го ПМП, 16-го и курсантского батальонов морской пехоты был нанесен контрудар с целью вернуть захваченный ранее противником хутор Мекензи.
Наступление 8-й БрМП севернее села Дуванкой (ныне Верхнесадовое) и 7-й БрМП в районе хутора Мекензи 7-9 ноября 1941 заставили командующего 11-й немецкой армией Э. фон Манштейна начать 9 ноября переброску из района Ялты под Севастополь 22-й пехотной дивизии из состава ХХХ-го армейского корпуса и тем самым значительно ослабить начавшееся 11 ноября наступление на Севастополь по Ялтинскому шоссе в районе Байдарской и Варнутской долин.

### Оборона Севастополя
17 ноября после понесённых в атаках на хутор Мекензи больших потерь 7-я БрМП была выведена в тыл, в резерв командующего Приморской армией. После отражения 1-го штурма 4-й батальон и остатки 1-го батальона были отведены для переформирования и пополнения. 3-й батальон остался в распоряжении 3-го сектора.
Два батальона 9-й бригады морской пехоты Черноморского флота 19 ноября 1941 года доставили в Севастополь, где 20 ноября первый, командир Л. П. Головин, был включен в состав 8-й бригады морской пехоты, второй, командир капитан К. И. Подчашинский, был включен в состав 7-й бригады морской пехоты, акт передачи подписан Е. И. Жидиловым 27 ноября 1941.

#### Второй штурм
В ходе боев 18-19 декабря 1941 немцы овладели горой Гасфорта и селом Нижний Чоргунь (ныне Черноречье), но 20 декабря 7-я БрМП и 2-й ПМП отбросили их на прежние позиции. В последний день боев — 31 декабря 7-я БрМП нанесла контрудар на своем участке обороны, продвинувшись вглубь немецкой обороны на 400—500 метров. В 1941—1942 годах по горе Гасфорта проходил передовой оборонительный рубеж защитников города. Бывали дни, когда за сутки высота несколько раз переходила из рук в руки. Итальянское военное кладбище и часовня были разрушены.
Штаб 7-й бригады морской пехоты размещался 1 км южнее высоты 125,7 в специально вырубленном в скале КП.
Вскоре после окончания второго штурмам города, в январе 1942 года, в начальный период относительного затишья, вновь начинаются процессы переформирования и формирования частей морской пехоты Севастопольского оборонительного района. Приказом командующего ЧФ № 003 от 14 января 1942 была расформирована находившаяся на отдыхе в поселке Бартеньевка (Северная сторона) 8-я БрМП. Её личный состав был отправлен на пополнение 7-й БрМП и 79-й МСБр. Командир бригады полковник Вильшанский В. Л. был отозван на Кавказ и назначен командиром Батумского укрепрайона (УР). 14 января 1942 года 2-й полк морской пехоты расформировывают и вливают в состав 7-й бригады.
В 1941—1942 годах по горе Гасфорта проходил передовой оборонительный рубеж защитников города. Бывали дни, когда за сутки высота несколько раз переходила из рук в руки. Итальянское военное кладбище и часовня были разрушены.

#### Последний штурм[6]
10 и 11 июня шли ожесточенные бои, во втором секторе успешно отбила атаки 7-я бригада морской пехоты под командованием полковника Е. И. Жидилова.
13 июня 1942 только на позиции 7-й БрМП было сброшено 2 тысячи авиационных бомб.
21 июня 1942 года моряк-снайпер старшина Ной Адамия с 11 автоматчиками попал в окружение. Под его командованием группа в течение дня вела ожесточённый бой с врагом, уничтожив более сотни фашистов, прорвала вражеское кольцо и с боем вышла из окружения.
23 июня 1942 года бригаде было приказано отойти с Федюхиных высот на Сапун-гору. В центре участка обороны Ялтинское шоссе. Пятый батальон занял позицию левее дороги, четвёртый — правее, первый — во втором эшелоне на склоне горы. В трех батальонах насчитывалось менее тысячи бойцов. В артиллерийском и минометных дивизионах в строю не более четверти стволов с недостатком боезапаса. Поддерживала позицию батарея 130-миллиметровых пушек у Малахова кургана.
Против участка фронта, занимаемого 7-й бригадой морской пехоты, действовала 170-я пехотная дивизия немцев и румынские части.
Штурм позиций немцы начали 29 июня в 2 часа 30 минут, когда было ещё совсем темно. Сигналом послужил первый залп тяжелой немецкой батареи из района Сухой речки. С рассветом прилетели штурмовики «юнкерсы». Они бомбили вторые эшелоны и тылы. Немцы вошли в прорыв на левом фланге. Их головные отряды прорывались в двух направлениях — на Корабельную сторону Севастополя и на Английское кладбище. В 14 часов начал отход и правый сосед бригады — 9-я бригада морской пехоты. Минометная рота батальона израсходовала остатки своего боезапаса по прорывающейся пехоте врага. На склонах Сапун-горы продолжили сражаться два батальона бригады. В 15 часов бригада получила приказание командующего армией отойти на рубеж Максимова дача — хутор Николаевка. После 29 июня 1942 года все, что уцелело от трех батальонов — 150 матросов. Они были сведены в одну роту под командой капитана Минчонка. Утром рота заняла оборону в истоках Хомутовой балки.
7-я БрМП после того как соседние с ней части 386-й и 388-й СД отступили с гребня Сапун-горы, обнажив её левый фланг, отошла к Английскому кладбищу на плато Сапун-горы, где весь день 30 июня вела ожесточенные бои.
В последнем рейсе в июне 1942 года на подлодке Л-23 из Севастополя эвакуировались руководящие работники горкома партии во главе с первым секретарем Б. А. Борисовым, контр-адмирал В. Г. Фадеев, капитан 1-го ранга А. Г. Васильев, командир 7-й бригады морской пехоты полковник Е. И. Жидилов, начальник политотдела Приморской армии бригадный комиссар Л. П. Бочаров.

## Подчинение[9]
| Дата                    | Фронт (округ)                                        | Армия            | Корпус (группа) | Примечания |
| ----------------------- | ---------------------------------------------------- | ---------------- | --------------- | ---------- |
| 12.08.1941 — 01.11.1941 | Войска Крыма                                         | Приморская армия | -               | -          |
| 01.12.1941              |                                                      | Приморская армия | -               | -          |
| 01.12.1941              | Кавказский фронт                                     | Приморская армия | -               | -          |
| 01.01.1942              | Крымский фронт                                       | Приморская армия |                 |            |
| 01.05.1942              | в подчинении главкома Северо-Кавказского направления | Приморская армия |                 |            |
| 01.06.1942 — 17.07.1942 | Северо-Кавказский фронт                              | Приморская армия |                 |            |

## Состав
- 1-й стрелковый батальон
- 2-й стрелковый батальон
- 3-й стрелковый батальон
- 4-й стрелковый батальон
- 5-й стрелковый батальон
- Артиллерийский дивизион в составе 3-х батарей
- Минометный дивизион

## Командиры

### 1-й штурм
- Командир - полковник Е. И. Жидилов
- Начальник штаба — подполковник Владимир Сергеевич Илларионов, погиб 2 ноября 1941 года под деревней Азек.
- военком — бригадный комиссар Н. Е. Ехлаков,.
- Начальник оперативного отдела майор Полонский
- Начальник артиллерии майор Я. Кольницкий
- Начальник разведки майор Д. В. Красников
- Помощник командира по материально-техническому обеспечению — интендант 2-го ранга Павел Михайлович Будяков
- Начальник 4-й части — интендант 3-го ранга Шелест.
- 1-й батальон — командир капитан Моисей Иосифович Просяк (батальон, по состоянию на 28.10.1941 был в стадии формирования, сформированы 1-я и 2-я роты) погиб у хутора Мекензия
- 2-й батальон — командир капитан Черногубов (погиб 2 ноября 1941 года под деревней Азек)
- 3-й батальон — командир капитан С. Ф. Мальцев
- 4-й батальон — командир капитан А. С. Гегешидзе
- 5-й батальон — командир капитан Михаил Дьячков (погиб 2 ноября 1941 года под деревней Приятное свидание)
- Артиллерийский дивизион в составе 3-х батарей командир старший лейтенант К. К. Иванов
- Миномётный дивизион старший лейтенант Б. А. Волошанович

### Состав бригады и командиры на начало 2-го штурма
- Командир бригады генерал-майор Жидилов Евгений Иванович
- Начальник штаба — майор Кернер (бывший начальник штаба 241-го полка 95-й СД, убит в декабре 1941 года)
- 1-й батальон капитан Харитонов (погиб в декабре 1941 года)
- 2-й батальон капитан А. С. Гегешидзе
- 3-й батальон майор С. Ф. Мальцев (в 3-м секторе)
- 4-й батальон в стадии формирования
- 5-го батальон В связи с утерей в бою знамени и документов переформирование отложено[4]
- Артиллерийский дивизион в составе 3-х батарей
- Миномётный дивизион

### Состав командования к марту 1942 года
- Командир бригады генерал-майор Жидилов Евгений Иванович
- Военком — бригадный комиссар Н. Е. Ехлаков, ранен на горе Гасфорта, с 7 июня 1942 года полковой комиссар Александр Митрофанович Ищенко.
- НШ подполковник Я. Кольницкий
- 1-й ПНШ капитан 1-го ранга Евсеев
- 2-й ПНШ капитан 3-го ранга Бабурин
- Начальник артиллерии майор Черенков
- 1-й батальон в стадии формирования из-за высоких потерь, командир капитан Запорожченко (из 2-го полка морской пехоты), затем, с 12 июня 1942 года капитан Головин (из 8-й бригады морской пехоты), ранен 16 июня 1942 года, ст. л-т Попов
- 2-й батальон капитан Аркадий Спиридонович Гегешидзе (ранен 12.06.42 г.)
- 3-й батальон майор С. Ф. Мальцев, затем ст. л-т Я. А. Рудь (ранен 12.06.42 г.)
- 4-й батальон капитан, затем майор Родин
- 5-й батальон капитан Подчашинский Константин Иванович (из школы морпогранохраны НКВД), затем капитан Филиппов Алексей Васильевич

## Воины бригады
Адамия, Ной Петрович старшина, снайпер-инструктор .
Гегешидзе, Аркадий Спиридонович, капитан, командир 2-го батальона.

## Память

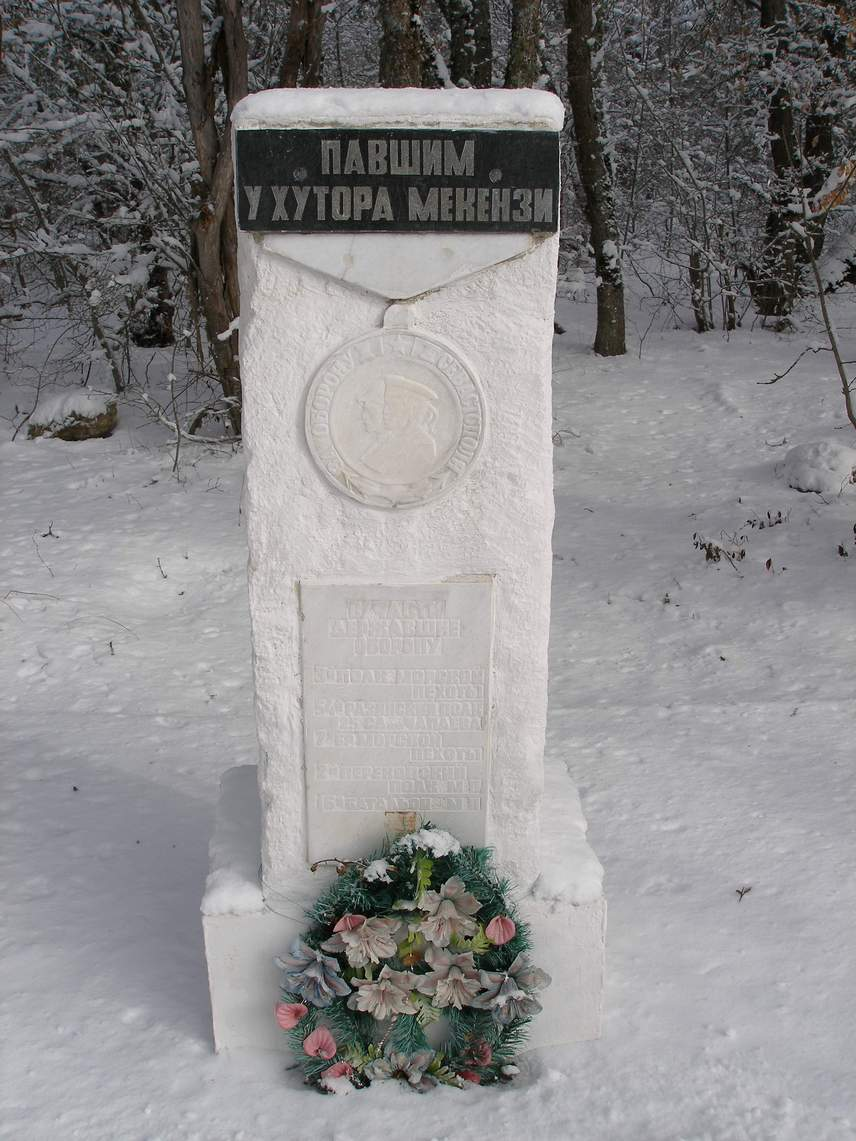
Памятник у хутора Мекензи

В 1973 году Волго-Вятским книжным издательством была издана книга Е. И. Жидилова «Мы отстаивали Севастополь». Мемуарист рассказывает о людях 7-й бригады, раскрывает образы моряков-черноморцев, сражавшихся с врагом до последней капли крови.

### Памятник наМекензиевых горах
Памятник воинам, павшим в боях у хутора Мекензи. Текст:
Войсковые части, державшие оборону:
3-й полк морской пехоты,
54-й Разинский полк, 25-й стрелковой дивизии имени Чапаева,
7-я бригада морской пехоты,
2-й Перекопский полк морской пехоты,

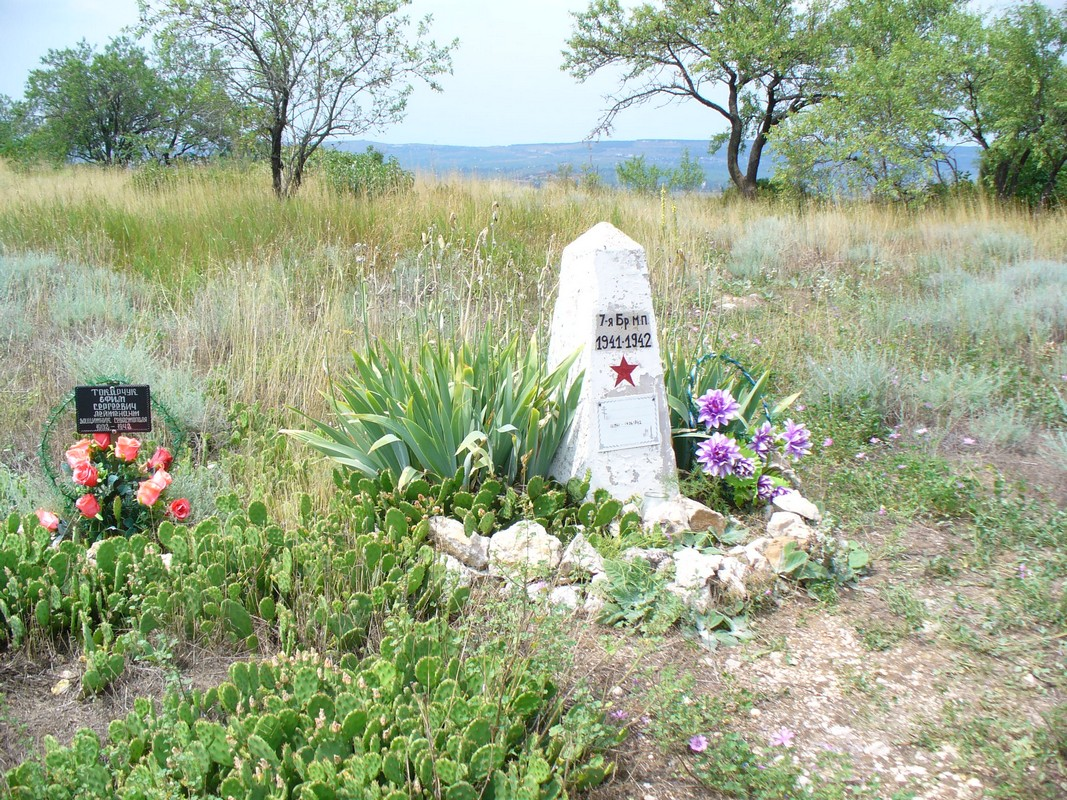
Памятник 7-й бригаде морской пехоты гора Гасфорта

16-й батальон морской пехоты.

### Памятник нагоре Гасфортана территорииИтальянского военного кладбища
Бетонная пирамидка на месте позиций бригады со звездой и посвятительной надписью. Дикорастущие заросли опунции.

### Памятник в селеХмельницкое

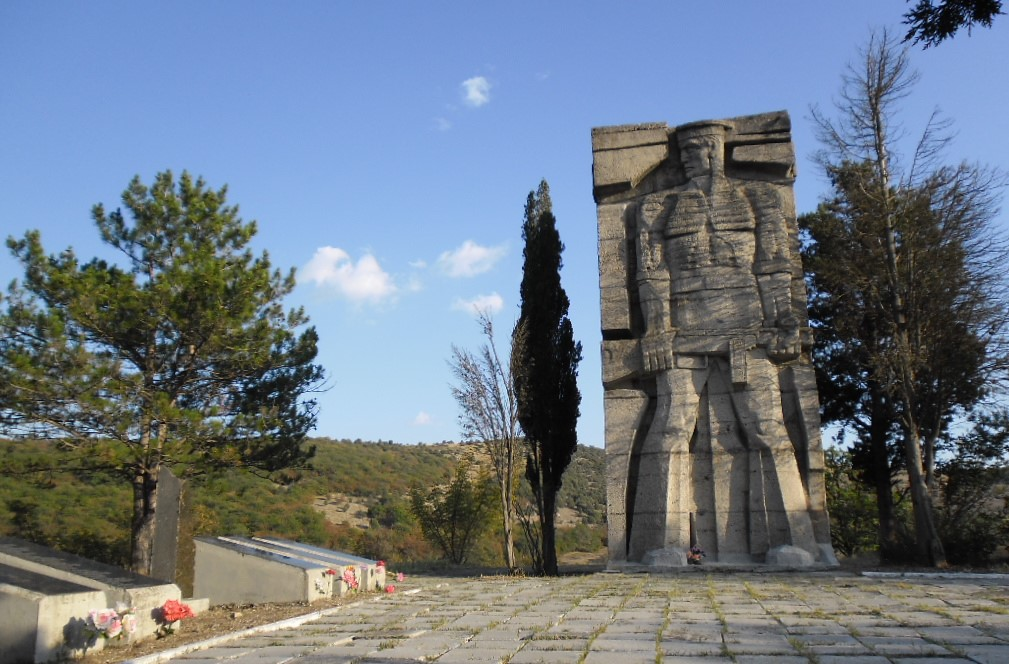
Братское захоронение воинов 7-й бригады морской пехоты вблизи села Хмельницкое

В 1968 году по проекту балаклавского скульптора В. Суханова на склоне высоты вблизи села Хмельницкое на братской могиле установлен памятник 7-й бригаде морской пехоты. Это две параллельные прямоугольные стелы: на передней — стилизованное рельефное изображение фигуры морского пехотинца с автоматом в руках, на второй — мемориальный текст и стихи, написанные бывшим командиром бригады Е. И. Жидиловым:
Ушли вы в бессмертье,
Чтоб песни звучали,
Чтоб город-герой
Горделиво стоял!
Чтоб дети смеялись
И внуки рождались,
И землю не жёг
Смертоносный металл.
Отважно сражалась
Морская пехота,
Чтоб матери больше
Не слепли от слёз.
И нет среди вас
Безымянных героев.
Вам званье дано —
Черноморский матрос!

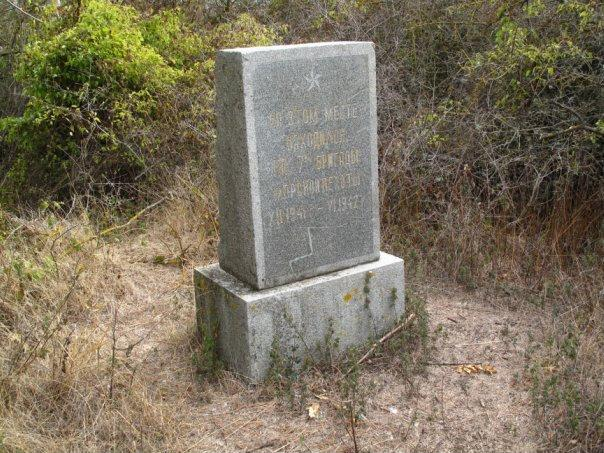
Памятный знак на месте последнего командного пункта 7-й бригады морской пехоты, 1941—1942 гг, Сапун-гора

Охраняется решением Севастопольского городского совета народных депутатов исполкома от 20.12.1975 № 856 «Об утверждении списков памятников истории и культуры города Севастополя по состоянию на 1 июля 1975 года». Со 2 сентября 2017 года в РФ  Объект культурного наследия народов РФ регионального значения. Рег. № 921711029090005 (ЕГРОКН)

### Памятный знак на месте последнего командного пункта 7-й бригады морской пехоты
Плита из серого камня, установлена в 1961 году. Памятный знак на месте последнего командного пункта 7-й бригады морской пехоты, 1941—1942 гг. на Сапун-горе. Со 2 сентября 2017 года в РФ  Объект культурного наследия народов РФ регионального значения. Рег. № 921711307560005 (ЕГРОКН)